# UK Independence Party
De UK Independence Party (UKIP, Ukip) is een economisch liberale, unionistische en eurosceptische politieke partij in het Verenigd Koninkrijk, die sinds 1993 bestaat. UKIP heeft drie vertegenwoordigers in het Hogerhuis; tot 2017 was de partij ook in het Lagerhuis vertegenwoordigd. De partij heeft internationaal veel aandacht getrokken door het optreden van Nigel Farage, die sinds 2006 (met twee onderbrekingen) de partijleider was (vanaf 5 oktober 2016 'ad interim'). Van 28 november 2016 tot 9 juni 2017 was Paul Nuttall de partijleider.

## Geschiedenis
De partij werd in 1993 opgericht door Alan Sked. Het belangrijkste speerpunt van de partij is brexit (de terugtrekking van het Verenigd Koninkrijk uit de Europese Unie). Daarnaast zijn meer directe democratie, het stoppen van massa-immigratie en het verlagen van de belastingen belangrijke punten van UKIP. De partij had tot 2014 geen zetels in het Britse Lagerhuis, maar behaalde wel successen bij Europese verkiezingen. In 2014 verwierf UKIP twee zetels in het Lagerhuis bij tussentijdse verkiezingen. In het Hogerhuis heeft de partij drie zetels.
Bij de Europese verkiezingen van 4 juni 2009 behaalde de partij een percentage van 17,1% (+ 0,6%) van de stemmen en won daarmee 13 zetels (+ 4 zetels) in het Europees Parlement. Ze was bij deze verkiezingen de tweede partij van Groot-Brittannië, na de conservatieven.
In oktober 2009 maakte Farage bekend af te treden als partijleider om zich te concentreren op het winnen van een zetel in het Lagerhuis (in het district Buckingham) bij de Britse Lagerhuisverkiezingen van mei 2010. Farage bleef wel leider van de fractie Europa van Vrijheid en Democratie, de fractie waar UKIP toen in het Europees Parlement bij aangesloten was. Baron Pearson of Rannoch, lid van het Hogerhuis namens UKIP, werd verkozen tot nieuwe leider van UKIP. De poging van Farage om een Lagerhuiszetel te bemachtigen slaagde niet. In november 2010 werd hij opnieuw gekozen tot partijleider.
Bij de Europees Parlementsverkiezingen van 22 mei 2014 werd UKIP met 26,6% de grootste Britse partij, en verwierf ze 24 van de 73 Britse zetels. Na deze verkiezingen trad UKIP toe tot de nieuw gevormde fractie Europa van Vrijheid en Directe Democratie. Inmiddels hebben 17 parlementsleden de partij verlaten.
Op 9 oktober 2014 verkreeg UKIP haar eerste zetel in het Lagerhuis, toen het conservatieve Lagerhuislid Douglas Carswell, die was overgestapt naar UKIP, bij de daaropvolgende door hem afgedwongen tussentijdse verkiezing in zijn district Clacton-on-Sea werd herkozen voor UKIP. Op 20 november van dat jaar volgde de tweede zetel, doordat in het district Rochester and Strood het conservatieve Lagerhuislid Mark Reckless, die eveneens de overstap naar UKIP gemaakt had, ook in een tussentijdse verkiezing herkozen werd.
Op 25 maart 2017 stapte het enige parlementslid van UKIP, Douglas Carswell, op, waardoor de partij geen enkele zetel meer in het Lagerhuis overhield. Carswell bleef als onafhankelijk parlementslid voor Clacton zetelen tot de verkiezingen van 8 juni 2017, waarbij de zetel door de Conservatieve Partij werd ingepalmd. Daags na deze verkiezingen, waarin UKIP geen enkele zetel behaalde, trad Paul Nuttall af als partijleider.
In februari 2018 stemden de leden van de partij voor het ontslag van hun partijleider, Henry Bolton. Bolton, die nog geen vijf maanden partijleider was, lag onder vuur omdat zijn toenmalige minnares/vriendin racistische e-mails heeft verspreid over de verloofde van prins Harry, Meghan Markle. De vrouw noemde haar onder meer 'een zwarte Amerikaanse die het Britse koninklijk huis gaat bezoedelen met haar kroost'. Gerard Batten heeft hierna het partijleiderschap tijdelijk op zich genomen.

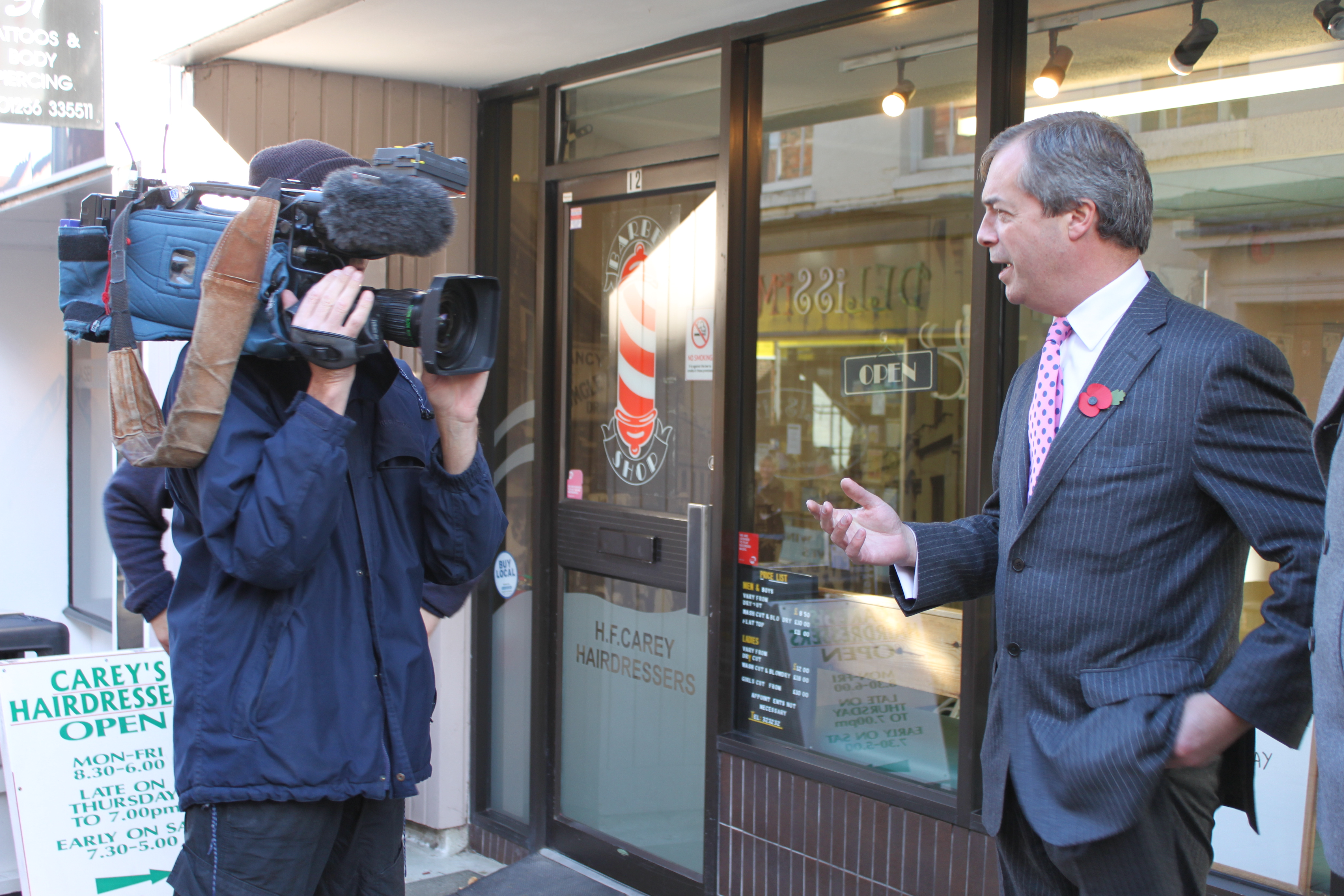
Nigel Farage spreekt met de media (2012)

## Politieke positie
De standpunten van UKIP bevinden zich meestal rechts in het politieke spectrum. Farage heeft brexit tot zijn speerpunt gemaakt. Hij was bij het referendum over het EU-lidmaatschap in 2016 (samen met enkele politici van de conservatieven) een van de aanjagers van de euroscepsis in het Verenigd Koninkrijk. Toen zijn doel bereikt was stapte hij op. Een opvolger leek te zijn gevonden in Diane James, die door de leden werd gekozen, maar zij zag op 4 oktober 2016 al na achttien dagen af van het partijleiderschap. Vervolgens nam Farage een dag later de vacante plaats weer in, voorlopig waarnemend in afwachting van een nieuwe leidersverkiezing. Eerder al had hij schertsend 'gedreigd' terug te keren als UKIP-leider als het kabinet-May niet genoeg haast zou maken met de inwerkingstelling van artikel 50 van het Verdrag betreffende de Europese Unie, waarin uittreding van een lidstaat is geregeld.
Door de Nederlandse media wordt de partij vaak vergeleken met de PVV: beide worden gekenmerkt door euroscepsis, populisme en afhankelijkheid van één charismatische politieke leider. Farage heeft meermaals nadrukkelijk afstand genomen van deze vergelijking en zijn afkeer uitgesproken over de in zijn ogen discriminerende uitlatingen van Geert Wilders.
Onder Gerard Batten is de partij echter een scherpere anti-islamkoers gaan varen. Batten trok Tommy Robinson aan als adviseur over islam gerelateerde onderwerpen. Enkele prominente leden van UKIP, waaronder Nigel Farage verlieten vervolgens de partij.